# مويسيس سانشيز
مويسيس سانشيز (بالإسبانية: Moisés Sánchez Parra)‏ هو مصارع هاوي إسباني، ولد في 21 سبتمبر 1980 في ميورقة في إسبانيا.

## وصلات خارجية
- مويسيس سانشيز على موقع قاعدة بيانات المصارعة الدولية (الإنجليزية)
- مويسيس سانشيز على موقع اللجنة الأولمبية الدولية (الإنجليزية)
- مويسيس سانشيز على موقع أوليمبيديا (الإنجليزية)
- مويسيس سانشيز على موقع اللجنة الأولمبية الإسبانية (الإسبانية)